# 白圓罩魚
白圓罩鱼（学名：Cyclothone alba）為輻鰭魚綱巨口魚目鑽光魚科的其中一種，布于印度洋、太平洋西部与中部、大西洋以及南海等海域，垂直分布约800米，屬深海魚類。
其种加词“alba”意为“白色的”。

## 外部連結
白圓罩鱼的圖片